# 베티 페이지
베티 메이 페이지(영어: Bettie Mae Page, 1923년 4월 22일 ~ 2008년 12월 11일)는 1950년대 핀업 사진으로 유명세를 얻은 미국의 모델이다. 종종 "핀업의 여왕"이라고 불리는 그녀의 어깨부터 팔까지 이어지는 검은 머리, 파란 눈, 트레이드마크인 앞머리는 수 세대에 걸쳐 예술가들에게 영향을 미쳤다. 플레이보이 설립자 휴 헤프너는 그녀를 "성애, 패션 취향, 우리 사회에 엄청난 영향을 미친 팝 문화의 상징적인 인물인 주목할 만한 여성"이라고 불렀다.